# NEO STREAM NIGHT
NEO STREAM NIGHT（ネオ・ストリーム・ナイト）は、bayfmで毎週日曜深夜に放送されていたラジオ番組。

## 番組概要
1997年1月の時点では金曜の27:00-29:00（明けて土曜の3:00-5:00）の枠で放送。

1997年10月頃、当時放送されていた深夜番組『MUSIC PULSE』が金曜日にも放送されることになったことと、日曜早朝番組であった『ASIAN POP CONNECTION』（Funky末吉/千葉麻衣子）の枠移動に伴い26:00 - 29:00の枠へ移動。約20分間のフロート番組を放送しながら、その間をパーソナリティのトークと音楽で翌朝まで繋いでいく。
放送開始以前のこの時間帯は各局と同じく「Technical Maintenance」（放送休止）の枠であった。その後は30 - 60分の番組を放送することで、24時間放送を開始する。
2019年3月10日の番組内で、同年3月をもって番組を終了することが発表された。
事実上の後番組は『THE SELEC-TONE』だが、NON-DJによる音楽番組となる。内包されていた『NEXT POWER RADIO』はMOZAIKU NIGHT 水曜日へ移行、『PONTSUKA!!』は単独番組へと移行し、残りの30分は『シューマイ』が始まる。

### 放送時間
- 毎週日曜日 24:30 - 28:00（2017年4月 - ）

タイムテーブル上は29:00だが、実際はそれより11分早く終了している。この後、28:49からは「BRAND NEW HOTLINE」を放送、28:53頃からはステレオ試験のサンバ調の音楽の放送、28:56頃からは周波数告知（全ての中継局の周波数・出力を読み上げるもの）を放送している。なお、毎月第1日曜日は28:53から「bayfm ノート」を放送するため、エンディングが4分ほど繰り上がる。
不定期で放送休止する際は、24:30に周波数告知を放送した後、24:32には休止状態となり（そのため前の週に「来週はテクニカル・メンテナンスのためお休みです」と報告される）、明け方の試験放送から復帰する。全国的にも24時間終夜放送する局は数少なく、レギュラーで終夜放送は関東地方では唯一。
ごくたまにではあるが、番組自体の放送時間を短縮・フロート番組の一部休止をすることでメンテナンスタイムを確保することもある（ex:聴取率調査週間の「パワーウイーク」とかぶった2015年2月15日・22日。15日は26時、22日は27時30分で放送終了）
2017年4月より放送時間を1時間短縮。28:00-28:49は新番組「iからはじまるストーリー」を放送。
過去の放送時間
- 毎週金曜日 27:00 - 29:00（ - 1997年9月）
- 毎週日曜日 25:00 - 29:00（1997年10月 - 1998年3月）
- 毎週日曜日 26:00 - 29:00（1998年4月 - 1999年12月）
- 毎週日曜日 25:30 - 28:20（2000年10月 - 2001年6月）
- 毎週日曜日 25:30 - 29:00（2001年7月 - 2002年3月）
- 毎週日曜日 25:00 - 28:20（2002年4月 - 2004年9月）
- 毎週日曜日 25:00 - 27:00（2004年10月 - 時期不明）
- 毎週日曜日 25:00 - 28:51（時期不明 - 2009年3月）
- 毎週日曜日 24:30 - 28:49（2009年4月 - 2010年9月）
- 毎週日曜日 25:00 - 28:49（2010年10月 - 2011年3月）
- 毎週日曜日 24:30 - 28:49（2011年3月 - 2017年3月）
- 毎週日曜日 24:30 - 28:00（2017年4月 - 2019年3月）

## パーソナリティ
- 小口桃禾（2016年4月 - ）

過去のパーソナリティ
- 鈴木裕介（1997年10月 - 1998年3月）
- 鈴木裕介・Jeni-Jeni（1998年4月 - 2000年3月）
- 丸山みづ紀（2000年4月 - 2000年9月）
- 春原佑紀（2000年10月 - 2007年3月）
- SATTIN（2006年10月 - 2007年3月）
- 大矢敦子（2007年4月 - 2009年3月）
- 清浦夏実（2009年4月 - 2016年3月）

## フロート番組
（2017年9月12日現在）
- 00:31 - 真夜中のsoup：南壽あさ子
- 01:05 - NEXT POWER RADIO～１・２・３デー!!：KOTODAMA
- 02:00 - ソル！ソル！ソ～ル！：SPiCYSOL
- 02:35 - 今夜もダル・セーニョ：ウソツキ
- 03:00 - PONTSUKA!!：BUMP OF CHICKEN

### 過去に放送していたフロート番組
- Wonderful World：高橋ちか
- SOFFet RADIO CARNIVAL：SOFFet
- Chiori's Girls Talk：千織
- うしみつトワイライト：椿屋四重奏
- slow life cafe：plane
- Z'Style：Zoey
- まーいっか：星村麻衣
- コミュニケーションプラネタリウム：RAVE
- 元気が出るラジオ!!：おとぎ話
- トリルレロ：Tr.弾
- トキノ旅人→LUNATIC☆RADIO：麗音（れおん）
- ぼっけぇノート：ゴーストノート
- バブルstyle：KAHORI from FOTP
- ROCK THE SUNDAY NIGHT：In the Soup
- 湊のセレナーデ：リリー・フランキー
- Dear Friends：Mass Alert
- パンクSH WORLD：TAKASHI（NO SWEAT REWORLD）
- GOOD TIME ROLLS：Good Dog Happy Men
- まりとみずえのやよいでポン!：つしまみれ
- たゆたうナイト：田岡美樹（the Indigo）
- 窓のない部屋の中で：LOST IN TIME
- seaside sounds：Sound Schedule
- サタアンナイトフィーバー：サーターアンダギー
- NEXT POWER RADIO ～よんぶんのよん〜：the tote
- NEXT POWER RADIO ～アッ！と驚くワンダーレディオ！～：Art of wonderland!!
- NEXT POWER RADIO ～ほのらじ～：松本耕平(カンパニオ)
- NEXT POWER RADIO ～SAIL FOR～：阿部祐也
- NEXT POWER RADIO ～ラジナバル～：bye-bye circus
- NEXT POWER RADIO：iMagic.
- NEXT POWER RADIO：YOO
- NEXT POWER RADIO ～真夜中スマイル～：江畑貴弘
- NEXT POWER RADIO ～僕らの無人島～：madmantails
- NEXT POWER RADIO ～アタック27～：27＜HATANANA＞
- NEXT POWER RADIO ～CHIDORIASHI!!～：KIKIMIMI
- NEXT POWER RADIO ～YT's Soul Speak～：Yuya Takahashi
- NEXT POWER RADIO ～追い風にのって～：soultyfrog
- NEXT POWER RADIO ～ネガポジナイト!!～：Sherry...
- NEXT POWER RADIO ～JUNKな夜に～：junKroach
- NEXT POWER RADIO ～パンチ×３！～：虎の子ラミー
- NEXT POWER RADIO ～チョモ Ｌａンド～：チョモ Ｌａ ラテ
- NEXT POWER RADIO ～わちゃナイ～：ChroniCloop
- NEXT POWER RADIO ～リベラジオン！～：RebellioN
- NEXT POWER RADIO ～Feel the Hearts～：CherryHearts
- NEXT POWER RADIO ～ラジラボ～：DENSHI JISION
- NEXT POWER RADIO ～瞬刊SUNDAY：大野瞬
- NEXT POWER RADIO ～ブララジ～：セットラウンドリー
- NEXT POWER RADIO ～ビバチラ～：puff noide
- NEXT POWER RADIO ～群青の夜に～：田中雄也
- NEXT POWER RADIO ～KABUいてGO！～：KABUKIMONO11
- NEXT POWER RADIO ～ラジポップ～：福田翔子×アースバウンド
- NEXT POWER RADIO ～ホカリスケナイト～：二人目のジャイナ
- NEXT POWER RADIO ～月明かりに小花しを同封して～：ナイトスターリリー
- LITTLE QUEST：LUKA
- メトロノーム カフェ：TOMOVSKY
- MUSIC METRO：森田hellmet
- まるでHOME：片山 遼
- Key of heart：鈴木菜絵
- sleepy.abは眠らない：sleepy.ab
- Chunky6：いかへん！いかへん！